# Pararctia festiva
Pararctia festiva är en fjärilsart som beskrevs av Moritz Balthasar Borkhausen 1790. Pararctia festiva ingår i släktet Pararctia och familjen björnspinnare. Inga underarter finns listade i Catalogue of Life.